# NHK BSプレミアム4K
NHK BSプレミアム4K（エヌエイチケイ ビーエスプレミアムよんケイ）は、2023年12月1日から日本放送協会（NHK）が放送を開始した、日本向け放送衛星による衛星基幹放送（BSデジタルテレビジョン放送）チャンネルのひとつである。略称はBSP4K（ビーエスピーよんケイ）またはプレミアム4K。

## 概要
NHKは「肥大化」の是正を度々求められていて、その中で衛星放送の超高画質化に伴い、衛星基幹放送のチャンネルを画質別に縮小整理するよう求められていた。
このため2022年10月11日に、NHKは衛星放送再編の修正案を発表し、2011年4月1日から放送されているBSプレミアムを2024年3月末をめどに停波、それに先駆けて2023年12月1日にチャンネル再編を実施するとした。その際に仮の名称として、BS1を下地とした「新BS2K」と、BSプレミアム・2018年12月1日から放送されているBS4Kを下地として統合する「新BS4K」という2つが示された。
そして再編まで8か月を切った2023年4月19日、再編後のチャンネル名が正式発表され、このチャンネルはBSプレミアムとBS4Kを統合するということで、結局両者の名前を足し合わせる形で「NHK BSプレミアム4K」という名称に落ち着いた。チャンネルの色はBSプレミアムを引き継ぐ。
民放では効率化のため、4K・2Kで「ほぼほぼサイマル放送」（一部時間帯だけ画質別放送）となっているが、NHKは民放と異なり放送法で普及義務が課されているため、全面的な2Kでのサイマル放送は行われず、旧BS1を下地として集約され、エントリーチャンネルに格下げされる新2Kチャンネルの「NHK BS」とは全く異なる編成となる予定だが、BS（2K放送）でも一部の番組を同時または時差編成で放送している。
なお2KのBSプレミアムは2024年3月31日に正式閉局するが、それに先駆ける形で2023年11月30日深夜24時に通常番組の営業放送を終了した。
日本政府の方針として、衛星テレビジョン放送は海外の事例も踏まえ更なる高画質化を進めることになっていて、このチャンネルは開始当初からNHK衛星放送の新たなメインチャンネルとして位置付けられ、24時間放送を行う予定になっている。なお正式な24時間放送への移行は、EPGの編成上の都合で2023年12月1日4時から（2時3分から4時まで休止）となる。
ジャンルは見ごたえたっぷりな特集番組、超高精細映像ドラマなど、プレミアムなラインナップを放送する予定で、月 - 木曜と日曜は原則として2023年4月度のBSプレミアム（2K放送）・BS4Kの編成をほぼ踏襲、週末の金・土曜日は、特にプライム枠（金曜日 20時30分 - 24時、土曜日 18時 - 24時）を中心に、「本物感・臨場感あふれるコンテンツをお届けするゾーン」と称して、大型特集番組の生放送や、過去の名作番組を4Kリマスターリングしたものなどを展開するとしている。

## 編成
2025年度上半期の月 - 金曜の場合
- 6:15 - 7:10 クラシック倶楽部
- 7:00 - 8:00 ★連続テレビ小説の過去作のアンコール・新作の先行放送、にっぽん縦断こころ旅プレイバック
- 8:00 - 9:00  グレートネイチャー、ワイルドライフなど紀行・バラエティ枠
- 9:30 - 11:55  4Kプレミアムカフェ
- 12:00 - 16:00  ワイルドライフ、いまよみがえる伝説の名演奏・名舞台、洋楽俱楽部など音楽・紀行・バラエティ枠
- 16:00 - 18:00  シャーロック・ホームズの冒険、刑事フォイルなどの海外ドラマ枠
- 18:00 - 19:00  紀行・バラエティのミニ番組枠
- 19:00 - 22:00  グレートネイチャー、ワイルドライフなど紀行・バラエティ枠
- 22:00 - 翌0:00 4Kプレミアムカフェ（当日の朝の再放送）
- 翌0:10  - 6:00  映像散歩